# Schloss Utzenaich

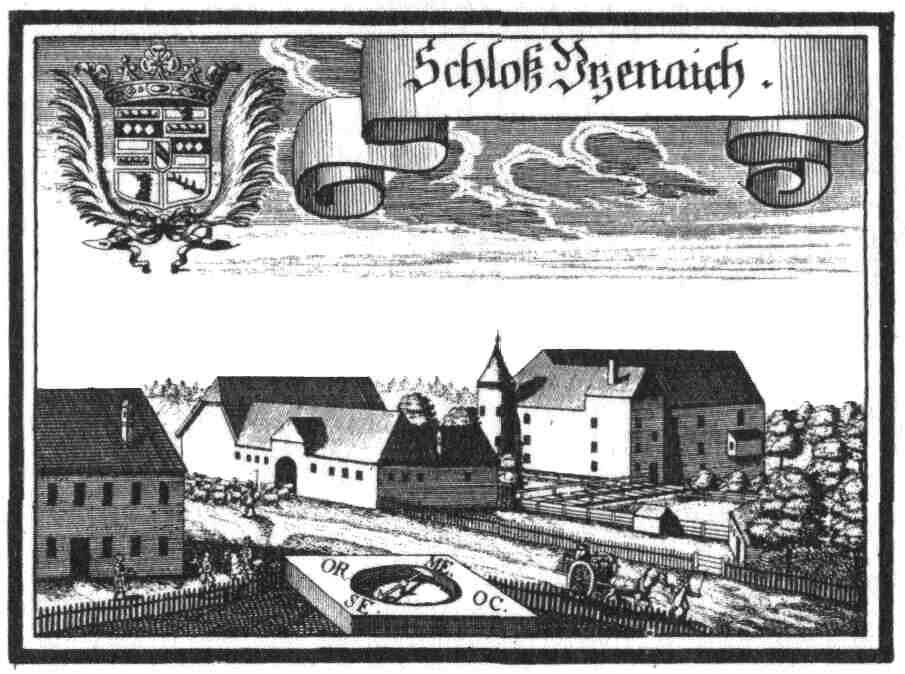
Schloss Utzenaich, Kupferstich von Michael Wening von 1721

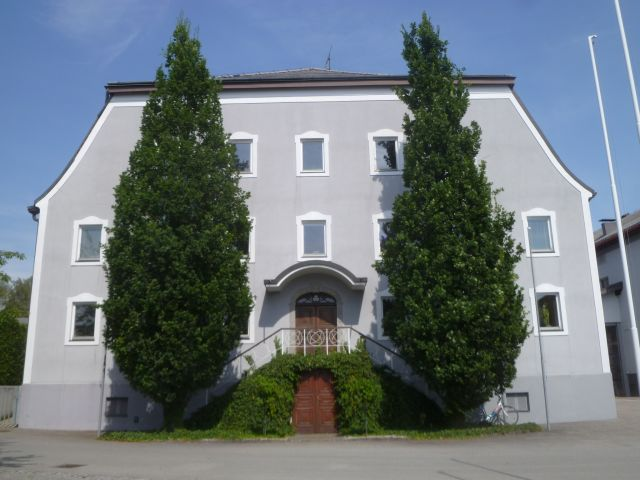
Wohngebäude des ehemaligen Meierhofes von Schloss Utzenaich heute

Das Schloss Utzenaich war ein Wasserschloss in der gleichnamigen Gemeinde im Bezirk Ried im Innkreis von Oberösterreich.

## Geschichte

### Baugeschichte
Utzenaich war ursprünglich der Sitz des Geschlechtes des Utzenaicher. Aus einer Schenkungsurkunde des Klosters Vornbach aus dem Jahre 1140 geht hervor, dass Pilgrimus de huceneiche sein Besitztum bei heldungensperge (das ist der heutige Weiler Helmannberg bei Aurolzmünster) dem Kloster geschenkt habe.
Das Erbauungsjahr des Schlosses selbst ist unbekannt. Als aber im Jahr 1689 der dazugehörende hölzerne Meierhof abbrannte, wurde es bereits als Schloss bezeichnet; das Schloss selbst nahm bei dem Brand keinen Schaden.
Um 1860 wurde das Schloss abgebrochen und für Hausbauten in der Hofmark Utzenaich verwendet. 

### Besitzgeschichte
Auf die Utzenaicher folgten die Stocker (Stocket), wobei Heinrich der Stocker im Jahr 1336 namentlich genannt wurde. Der im Jahre 1400 auftretende Kaspar Stocker und seine beiden Schwestern Katharina und Dorothea nannten sich schon „auf Utzenaich“. Ein um 1420 im passauischen Markt Obernberg am Inn wirkender Heinrich Stocker dürfte ein Sohn des Kaspar gewesen sein. Am 14. Juli 1468 siegelte Hainrich Stokcher zu Utznaich in einer Urkunde. Erbe des Heinrich wurde sein ältester Sohn Sebastian. Dieser wird in einem Schuldbrief vom 19. Juli 1492 erwähnt. Sebastian war auch Pfleger und Burghüter auf dem heute nicht mehr vorhandenen Brückenturm zu Schärding. Da in der Familie des Sebastian in den folgenden Generationen nur weibliche Nachfolger waren, kam Utzenaich an seinen Bruder Kaspar, Landrichter zu Erlach. Von ihm ging der Besitz an seinen Sohn Melchior († 1551), der sich zu Utzenaich und Thurnholz nannte. Sein jüngster Sohn Hans († 1568) übernahm das väterliche Erbe. Er war mit Maria von Trennbach auf Schloss St. Martin verheiratet. Die Ehe blieb aber kinderlos. Die wohlhabende Witwe († 1613) heiratete 1575 den Veit von Tattenbach († 1593), wodurch der Besitz Utzenaich zu den Tattenbachs kam. Von deren Kindern übernahm Hans Ardolf das mütterliche Erbe und erweiterte seinen Besitz durch die Heirat mit Jakoba, Tochter des Freiherrn von Tattenbach auf Exing. Durch Herzog Maximilian von Bayern wurde Hans Ardolf 1623 in den erbländischen Reichsfreiherrenstand und durch Kaiser Ferdinand III. 1637 in den Reichsgrafenstand erhoben. Vor seinem Ableben hatte er Schloss St. Martin im Innkreis mit Schloss und Hofmark Utzenaich sowie anderen Besitztümern (Einburg, Schloss Raab, Münzkirchen, Eberschwang, Maierhof und der Herrschaft Valley in Oberösterreich) zu einem Fideikommiss zusammengelegt. Da Hans Ardolf und Jakoba ohne Kinder verstarben, ging der gesamte Besitz auf seinen Neffen Gottfried Wilhelm († 1687) über. Gottfried Wilhelm war Gründer der älteren Linie der Tattenbachs, in deren Besitz Utzenaich bis 1802 verblieb. Nachfolger in gerader Linie waren Ferdinand Josef († 1712), Max Franz († 1762) und Josef Ferdinand († 1802). Da Letzterer kinderlos war, ging der Besitz an einen anderen Zweig (Wolf’sche Linie) der Tattenbachs über. Nach dem ebenfalls kinderlos verstorbenen Heinrich Christian Joseph Ignatz († 1821) kam der gesamte Besitz an seinen Vetter Graf Maximilian von Arco-Valley († 1875). Dieser war der letzte adelige Besitzer von Utzenaich.
Nach 1848 wurde das Schloss Utzenaich aus dem Fideikommiss genommen und ging in bäuerlichen Besitz über.

## Beschreibung

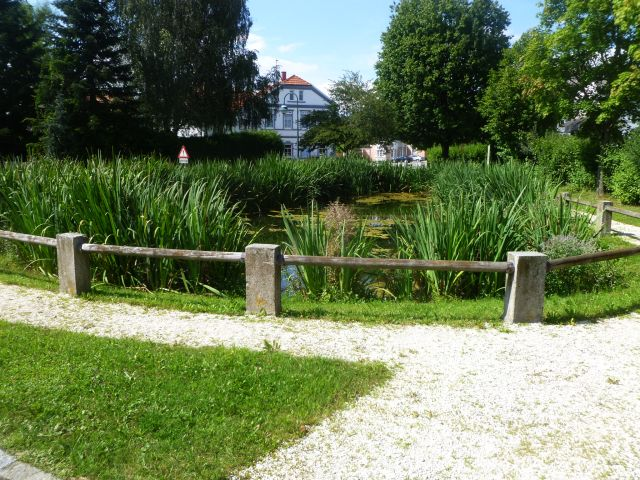
„Winkelweiher“ in Utzenaich

Die noch erhaltenen Teile der Schlossgebäude stehen gegenüber dem Gemeindeamt von Utzenaich. Die meisten der das Schloss früher umgebenden Teiche wurden 1960 zugeschüttet. Ein letzter Rest blieb in Form des sogenannten „Winkelweihers“ erhalten. Ein früher vorhandener Turm ist in dem Sockel des Hofflügels verbaut worden. 
Heute befindet sich am Areal des ehemaligen Schlosses und seiner Zubauten ein Schlachtbetrieb.